# Таблица Кэли
Таблица Кэли — квадратная таблица, описывающая структуру конечной алгебраической системы и состоящая из результатов применения бинарной операции к её элементам. Названа в честь английского математика Артура Кэли, использовавшего её в теории групп. Имеет важное значение в дискретной математике.
Например, таблица Кэли для стандартной операции умножения {\displaystyle \times } на множестве {\displaystyle \{1,-1\}} имеет вид:
| ×  | 1  | −1 |
| -- | -- | -- |
| 1  | 1  | −1 |
| −1 | −1 | 1  |

Такие таблицы позволяют прояснить некоторые свойства алгебраических систем, например, являются ли они коммутативными и имеют ли они нейтральный элемент, а если имеют, позволяют найти обратные элементы к данным.
В абстрактной алгебре таблицы Кэли используются для описания конечных групп, колец, полей и других алгебраических структур. Для бесконечных структур и структур с большим количеством элементов их использование нецелесообразно. В этом случае структуры чаще всего задают образующими и соотношениями.

## История
Таблицы Кэли впервые появились в статье Кэли «On The Theory of Groups, as depending on the symbolic equation θ n = 1» в 1854 году. В этой статье это были просто таблицы, используемые в иллюстративных целях. Называть таблицами Кэли их стали позже в честь их создателя.

## Структура
Поскольку таблицы Кэли используются для операций, не обязательно являющихся коммутативными, произведение ab может быть не равно произведению ba. Чтобы избежать путаницы, принимается, что множитель, соответствующий строкам, идёт первым, а множитель, соответствующий столбцам — вторым. Например, пересечение строки a и столбца b — это ab, а не ba, что показано в следующем примере:
| * | a  | b  | c  |
| - | -- | -- | -- |
| a | a2 | ab | ac |
| b | ba | b2 | bc |
| c | ca | cb | c2 |

Кэли в своей работе в первой строке и первом столбце размещал нейтральный элемент, что позволяло ему не выделять отдельных строки и столбца с указанием элементов, как это видно в примере выше. Например, та же самая таблица представлялась в виде:
| a | b | c |
| b | c | a |
| c | a | b |

В этом примере циклической группы Z3 элемент a является нейтральным элементом, и он появляется в верхнем левом углу таблицы. Легко видеть, например, что b2 = c и что cb = a. Вопреки этому большинство современных текстов, в том числе и эта статья, включают заголовочные строку и столбец для большей ясности.

## Свойства и использование

### Коммутативность
Таблица Кэли показывает, является ли операция коммутативной. А именно, это свойство эквивалентно симметричности таблицы Кэли относительно её диагонали. Например, циклическая группа порядка 3 выше, а также {1, −1} по обычному умножению, обе являются примерами абелевых групп, и симметрия их таблиц Кэли доказывает это. А вот наименьшая неабелева группа — диэдральная группа шестого порядка, не имеет симметрии в таблице Кэли.

### Ассоциативность
Поскольку ассоциативность в группах присутствует по определению, часто она предполагается и в таблицах Кэли. Однако таблицы Кэли можно использовать для описания операций в квазигруппах, в которых ассоциативность не требуется (более того, таблицы Кэли можно использовать для описания операции в любой конечной магме). В общем случае невозможно простым обзором таблицы определить, ассоциативна операция или нет, в отличие от коммутативности. Это обусловлено тем, что ассоциативность зависит от трёх элементов в равенстве, {\displaystyle (ab)c=a(bc)}, в то время как таблица Кэли показывает произведения двух элементов. Тем не менее, тест ассоциативности Лайта может определить ассоциативность с меньшими усилиями, чем грубый перебор.

### Перестановки
Поскольку сокращение для групп выполняется (более того, выполняется даже для квазигрупп), никакая строка или столбец таблицы Кэли не может содержать один элемент дважды. Таким образом, каждая строка и столбец таблицы является перестановкой элементов группы.
Чтобы увидеть, почему строки и столбцы не могут содержать одинаковых элементов, положим a, x и y — элементы группы, при этом x и y различны. Теперь в строке, соответствующей элементу a, и столбце, соответствующем элементу x, будет находиться произведение ax. Аналогично в столбце, соответствующем y, будет находиться ay. Пусть два произведения равны, то есть строка a содержит элемент дважды. По правилу сокращения мы из ax = ay можем заключить, что x = y, что противоречит выбору x и y. Точно те же рассуждения верны и для столбцов. Ввиду конечности группы по принципу Дирихле каждый элемент группы будет представлен в точности по одному разу в каждой строке и в каждом столбце.
То есть таблица Кэли для группы является примером латинского квадрата.

## Построение таблиц Кэли для групп
Используя структуру групп, часто можно «заполнить» таблицы Кэли, которые имеют незаполненные поля, даже не зная ничего об операции группы. Например, поскольку каждая строка и каждый столбец должны содержать все элементы группы, один отсутствующий элемент в строке (или столбце) можно заполнить, совершенно не зная ничего о группе. Это показывает, что это свойство и некоторые другие свойства групп дают возможность построения таблиц Кэли, даже если мы мало что знаем о группе.

### «Скелет нейтральных элементов» конечной группы
Поскольку в любой группе, даже не в абелевой, любой элемент перестановочен со своим обратным, распределение нейтральных элементов в таблице Кэли симметрично относительно диагонали. Нейтральные элементы, лежащие на диагонали, соответствуют элементам, совпадающим со своими обратными.
Поскольку порядок строк и столбцов в таблице Кэли произвольны, удобно расположить их в следующем порядке: начинаем с нейтрального элемента группы, который всегда совпадает со своим обратным, затем перечисляем все элементы, которые совпадают со своими обратными, а затем выписываем пары элементов (элемент и обратный к нему).
Теперь для конечной группы некоторого порядка легко определить «скелет нейтральных элементов», названный так по той причине, что нейтральные элементы либо лежат на главной диагонали, либо рядом с ней.
Группы с различными скелетами не могут быть изоморфны, однако обратное неверно (например, циклическая группа C8 и группа кватернионов Q не изоморфны, хотя и имеют одинаковые скелеты).
Пусть имеется шесть элементов группы e, a, b, c, d и f. Пусть e — нейтральный элемент. Поскольку нейтральный элемент совпадает со своим обратным, а обратный элемент единственнен, должен быть, по крайней мере, ещё один элемент, совпадающий со своим обратным. Таким образом, получаем следующие возможные скелеты:
- все элементы совпадают со своими обратными,
- все элементы, за исключением d и f, совпадают со своими обратными, а эти два обратны друг другу,
- a совпадает со своим обратным, b и c обратны, d и f обратны.

В нашем случае не существует группы первого типа порядка 6. Более того, из того, что скелет возможен, совсем не следует, что существует группа, у которой скелет совпадает с ним.
Любая группа, в которой любой элемент совпадает с его обратным, абелева.

### Заполнение таблицы по скелету нейтральных элементов
Если задан скелет нейтральных элементов, можно приступить к заполнению таблицы Кэли. Например, выберем второй скелет группы порядка 6 из описанных выше:
|   | e | a | b | c | d | f |
| - | - | - | - | - | - | - |
| e | e |   |   |   |   |   |
| a |   | e |   |   |   |   |
| b |   |   | e |   |   |   |
| c |   |   |   | e |   |   |
| d |   |   |   |   |   | e |
| f |   |   |   |   | e |   |

Очевидно, что строка e и столбец e могут быть заполнены немедленно. Как только это сделано, может оказаться необходимым (и это необходимо в нашем случае) сделать предположение, которое впоследствии может привести к противоречию, что будет означать, что предположение неверно. Мы предположим, что ab = c. Тогда:
|   | e | a | b | c | d | f |
| - | - | - | - | - | - | - |
| e | e | a | b | c | d | f |
| a | a | e | c |   |   |   |
| b | b |   | e |   |   |   |
| c | c |   |   | e |   |   |
| d | d |   |   |   |   | e |
| f | f |   |   |   | e |   |

Умножая ab = c слева на a, получим b = ac. Умножение справа на c даёт bc = a. Умножение ab = c справа на b даёт a = cb. Умножение bc = a слева на b даёт c = ba, а умножение справа на a даёт ca = b. После заполнения этих произведений в таблице мы обнаружим, что ad и af остаются незаполненными в строке a. Поскольку каждый элемент должен появиться в строке ровно один раз, получим, что ad должен быть либо d, либо f. Однако этот элемент не может равняться d, поскольку в противном случае a был бы равен e, в то время как мы знаем, что эти два элемента различны. Таким образом, ad = f и af = d.
Теперь, поскольку обратный элементу d есть f, умножение ad = f справа на f даёт a = f2. Умножение слева на d даёт da = f. Умножив справа на a, мы получим d = fa.
После внесения всех этих произведений таблица Кэли примет вид:
|   | e | a | b | c | d | f |
| - | - | - | - | - | - | - |
| e | e | a | b | c | d | f |
| a | a | e | c | b | f | d |
| b | b | c | e | a |   |   |
| c | c | b | a | e |   |   |
| d | d | f |   |   |   | e |
| f | f | d |   |   | e | a |

Поскольку каждый элемент группы должен появиться в каждой строке ровно один раз, две пустые ячейки таблицы в строке b должны быть заняты либо d, либо f. Однако в соответствующих столбцах уже присутствуют d и f. Таким образом, что бы мы ни поставили в эти поля, получим повторение в столбцах, что показывает, что начальное предположение ab = c было неверным. Однако мы теперь знаем, что ab ≠ c.
Осталось две возможности — либо ab = d, либо ab = f. Поскольку d and f взаимно обратны и выбор букв произволен, результат будет одинаковым с точностью до изоморфизма. Без потери общности можно считать, что ab = d. Если мы теперь получим противоречие, нам придётся признать, что для этого скелета нет соответствующей группы.
Получаем новую таблицу Кэли:
|   | e | a | b | c | d | f |
| - | - | - | - | - | - | - |
| e | e | a | b | c | d | f |
| a | a | e | d |   |   |   |
| b | b |   | e |   |   |   |
| c | c |   |   | e |   |   |
| d | d |   |   |   |   | e |
| f | f |   |   |   | e |   |

Умножая ab = d слева на a, мы получаем b = ad. Умножение справа на f даёт bf = a, а умножение слева на b даёт f = ba. Умножив справа на a, мы получим fa = b, а умножив слева на d, получим a = db. Внеся результаты в таблицу Кэли, получим (новые элементы выделены красным):
|   | e | a | b | c | d | f |
| - | - | - | - | - | - | - |
| e | e | a | b | c | d | f |
| a | a | e | d |   | b |   |
| b | b | f | e |   |   | a |
| c | c |   |   | e |   |   |
| d | d |   | a |   |   | e |
| f | f | b |   |   | e |   |

В строке a отсутствуют c и f, но поскольку af не может равняться f (иначе a будет равен e), мы можем заключить, что af = c. Умножение слева на a даёт f = ac, и это мы можем умножить справа на c, что даёт fc = a. Умножение последнего на d слева даёт c = da, что мы можем умножить справа на a и получить ca = d. Таким же образом, умножая af = c справа на d, получим a = cd. Обновим таблицу (последние изменения выделены синим):
|   | e | a | b | c | d | f |
| - | - | - | - | - | - | - |
| e | e | a | b | c | d | f |
| a | a | e | d | f | b | c |
| b | b | f | e |   |   | a |
| c | c | d |   | e | a |   |
| d | d | c | a |   |   | e |
| f | f | b |   | a | e |   |

Поскольку в строке b отсутствуют c и d, а bc не может равняться c, мы выводим, что bc = d, а потому произведение bd должно быть равно c. Умножение справа на f даёт нам b = cf, что можно преобразовать в cb = f умножением на c слева. Рассуждая аналогично, можно вывести, что c = fb и dc = b. Вносим изменения в таблицу (внесённые элементы выделены зелёным цветом):
|   | e | a | b | c | d | f |
| - | - | - | - | - | - | - |
| e | e | a | b | c | d | f |
| a | a | e | d | f | b | c |
| b | b | f | e | d | c | a |
| c | c | d | f | e | a | b |
| d | d | c | a | b |   | e |
| f | f | b | c | a | e |   |

В строке d отсутствует только f, так что d2 = f. Таким же образом получаем, что f2 = d. Мы заполнили всю таблицу и не пришли к противоречию. Таким образом, мы нашли группу порядка 6, соответствующую скелету. Просмотр таблицы показывает, что она не абелева. Фактически это наименьшая неабелева группа, диэдрическая группа D3:
| * | e | a | b | c | d | f |
| - | - | - | - | - | - | - |
| e | e | a | b | c | d | f |
| a | a | e | d | f | b | c |
| b | b | f | e | d | c | a |
| c | c | d | f | e | a | b |
| d | d | c | a | b | f | e |
| f | f | b | c | a | e | d |

## Генерация матрицы перестановок
В стандартной форме таблицы Кэли порядок строк и столбцов совпадает. Другим способом упорядочения является расстановка столбцов таким образом, чтобы n-ый столбец соответствовал обратным элементам n-ой строки. В нашем примере для D3 нам необходимо только переставить два последних столбца, поскольку только f и d не являются обратными себе, зато являются обратными друг другу.
|   | e | a | b | c | f=d−1 | d=f−1 |
| - | - | - | - | - | ----- | ----- |
| e | e | a | b | c | f     | d     |
| a | a | e | d | f | c     | b     |
| b | b | f | e | d | a     | c     |
| c | c | d | f | e | b     | a     |
| d | d | c | a | b | e     | f     |
| f | f | b | c | a | d     | e     |

В нашем примере можно создать шесть перестановочных матриц (все элементы равны 1 или 0, по одной единице в каждой строке и каждом столбце). 6x6 матрица содержит единицу, если метка столбца совпадает с меткой строки, и нули во всех остальных полях, символ Кронекера для метки. (Заметим, что для строки e получим единичную матрицу.) Например, для a получим перестановочную матрицу.
|   | e | a | b | c | f | d |
| - | - | - | - | - | - | - |
| e | 0 | 1 | 0 | 0 | 0 | 0 |
| a | 1 | 0 | 0 | 0 | 0 | 0 |
| b | 0 | 0 | 0 | 0 | 1 | 0 |
| c | 0 | 0 | 0 | 0 | 0 | 1 |
| d | 0 | 0 | 1 | 0 | 0 | 0 |
| f | 0 | 0 | 0 | 1 | 0 | 0 |

Это показывает, что любая группа порядка n является подгруппой группы перестановок Sn порядка n!.

## Обобщения
Описанные выше свойства зависят от некоторых аксиом для групп. Естественно распространить таблицы Кэли на некоторые другие алгебраические структуры, такие как полугруппы, квазигруппы и магмы, но для них некоторые выше указанные свойства выполняться не будут.